# Darren Crompton
Pour les articles homonymes, voir Crompton.
Pas d'image ? Cliquez ici

a Compétitions nationales et continentales officielles uniquement.

b Matchs officiels uniquement.
Dernière mise à jour le 5 février 2024.
Darren Crompton, né le 12 septembre 1972 à Exeter (Angleterre), est un joueur de rugby à XV international anglais évoluant au poste de pilier. Il joue l'essentiel de sa carrière avec le club de Bristol.

## Carrière

### En club
Darren Crompton commence sa carrière à Bath en 1993, avant de rejoindre Richmond pour deux saisons en 1997. Il s'engage en 1999 avec Bristol, où il joue jusqu'à la relégation du club en 2003. Il joue ensuite une saison avec les Cardiff Blues en Ligue celtique, avant de retourner à Bristol en 2004,. Il évolue avec ce club jusqu'en 2012, année où il rejoint le club de Hartpury College en quatrième division anglaise comme entraîneur-joueur.

### En équipe nationale
Il a honoré sa première cape internationale en équipe d'Angleterre le 26 mai 2007 contre l'équipe d'Afrique du Sud.
- 1 sélection
- Sélections par année : 1 en 2007
- Tournoi des Six Nations disputé : aucun

## Palmarès
- Vainqueur du National Division One en 2005
- Finaliste du Zurich Championship en 2002